# Jack Cleary
Jack Cleary (n. 8 august 1995, Perth, Australia de Vest, Australia) este un canotor ce a reprezentat Australia, medaliat olimpic. A participat la o ediție a Jocurilor Olimpice (2020) în care a câștigat o medalie de bronz.

## Participări
Lista de mai jos prezintă principalele competiții la care a participat Jack Cleary de-a lungul carierei.
- Canotaj la Jocurile Olimpice de vară din 2020 - Patru vâsle masculin[2]